# Élections législatives de 1956 en Meurthe-et-Moselle
Les élections législatives de 1956 en Meurthe-et-Moselle sont des élections françaises qui ont eu lieu le 2 janvier 1956 dans le département de Meurthe-et-Moselle dans le cadre des élections législatives françaises de 1956, sous la IVe République.
Ce sont les dernières élections législatives de la Quatrième république, après les élections de novembre 1946 et de juin 1951.

## Mode de scrutin
L'Assemblée nationale est composée de 626 sièges pourvus au scrutin proportionnel plurinominal suivant la règle de la plus forte moyenne dans le cadre départemental, sans panachage.
Le vote préférentiel est admis, en inscrivant un numéro d'ordre en face du nom d'un, de plusieurs ou de tous les candidats de la liste. Mais l'ordre ne pourra être modifié que si au moins la moitié des suffrages portés sur la liste est numéroté. Dans les faits les modifications ne dépasseront jamais les 7%.
La loi électorale du 7 mai 1951, dite loi des apparentements, reste en vigueur. Elle permet à la base une répartition des sièges à la représentation proportionnelle dans le département, mais si des listes « apparentées » avant le déroulement du scrutin obtiennent ensemble une majorité absolue de suffrages exprimés, elles reçoivent directement tous les sièges à pourvoir.
Dans le département de Meurthe-et-Moselle six députés sont à élire.

## Élus
| Député sortant            | Parti | Parti    | Député élu ou réélu                | Parti | Parti |
| ------------------------- | ----- | -------- | ---------------------------------- | ----- | ----- |
| Maurice Kriegel-Valrimont |       | PCF      | Maurice Kriegel-Valrimont          |       | PCF   |
| Pierre-Olivier Lapie      |       | SFIO     | Pierre-Olivier Lapie               |       | SFIO  |
| Pierre André              |       | CNIP     | Pierre André                       |       | CNIP  |
| Jean Crouzier             |       | CNIP     | Jean Crouzier                      |       | CNIP  |
| Napoléon Cochart          |       | ARS      | Pierre de Boissonneaux de Chevigny |       | CNIP  |
| Philippe Barrès           |       | Rép. soc | Louis Dupont                       |       | PCF   |

## Résultats

### Résultats à l'échelle du département
- Un apparentement de type Front Républicain est concrétisé entre les listes SFIO et Rad-soc-G. ind-JR.
- Un autre est conclu en soutien à la majorité sortante, entre les listes CNIP, MRP et Rép. soc.

| Parti    | Parti             | Tête de liste             | Résultats | Résultats | Appar. | Appar. | Sièges |
| Parti    | Parti             | Tête de liste             | Voix      | %         | Voix   | %      | Nb.    |
| -------- | ----------------- | ------------------------- | --------- | --------- | ------ | ------ | ------ |
|          | CNIP              | Pierre André              | 112 917   | 39,71     | 79 531 | 27,97  | 3 1    |
|          | MRP               | Roger Devemy              | 112 917   | 39,71     | 17 460 | 6,14   | -      |
|          | Rép. soc          | Philippe Barrès           | 112 917   | 39,71     | 15 936 | 5,61   | - 2    |
|          | PCF               | Maurice Kriegel-Valrimont | 77 036    | 27,09     | -      | -      | 2 1    |
|          | SFIO              | Pierre-Olivier Lapie      | 67 897    | 23,88     | 42 799 | 15,05  | 1      |
|          | Rad-soc-G. ind-JR | Philippe Serre            | 67 897    | 23,88     | 25 098 | 8,83   | -      |
|          | UFF               | René Monnier              | 23 512    | 8,27      | -      | -      | -      |
|          | CRAP              | Gilbert Rameau            | 0         | 0,00      | -      | -      | -      |
|          |                   |                           |           |           |        |        |        |
| Inscrits | Inscrits          | Inscrits                  | 342 711   | 100,00    |        |        | 6      |
| Votants  | Votants           | Votants                   | 297 199   | 86,72     |        |        |        |
| Exprimés | Exprimés          | Exprimés                  | 284 325   | 95,67     |        |        |        |